# بيل ديك
بيل ديك (بالإنجليزية: Bill Deck)‏ هو لاعب كرة قاعدة أمريكي، ولد في 28 سبتمبر 1915، وتوفي في 22 فبراير 2011 في فيلادلفيا في الولايات المتحدة.